# 土庫鎮
土庫鎮（トゥークー/とこ-ちん）は台湾雲林県の鎮。

## 歴代鎮長
| 代 | 氏名 | 任期 |
| -- | ---- | ---- |

## 教育

### 高級中学
- 私立永年高級中学

### 高級職校
- 国立土庫高級商工職業学校

### 国民中学
- 雲林県立土庫国民中学
- 雲林県立馬光国民中学

## 交通
| 種別 | 路線名称 | その他 |
| ---- | -------- | ------ |
| 省道 | 台78線   |        |

## 観光

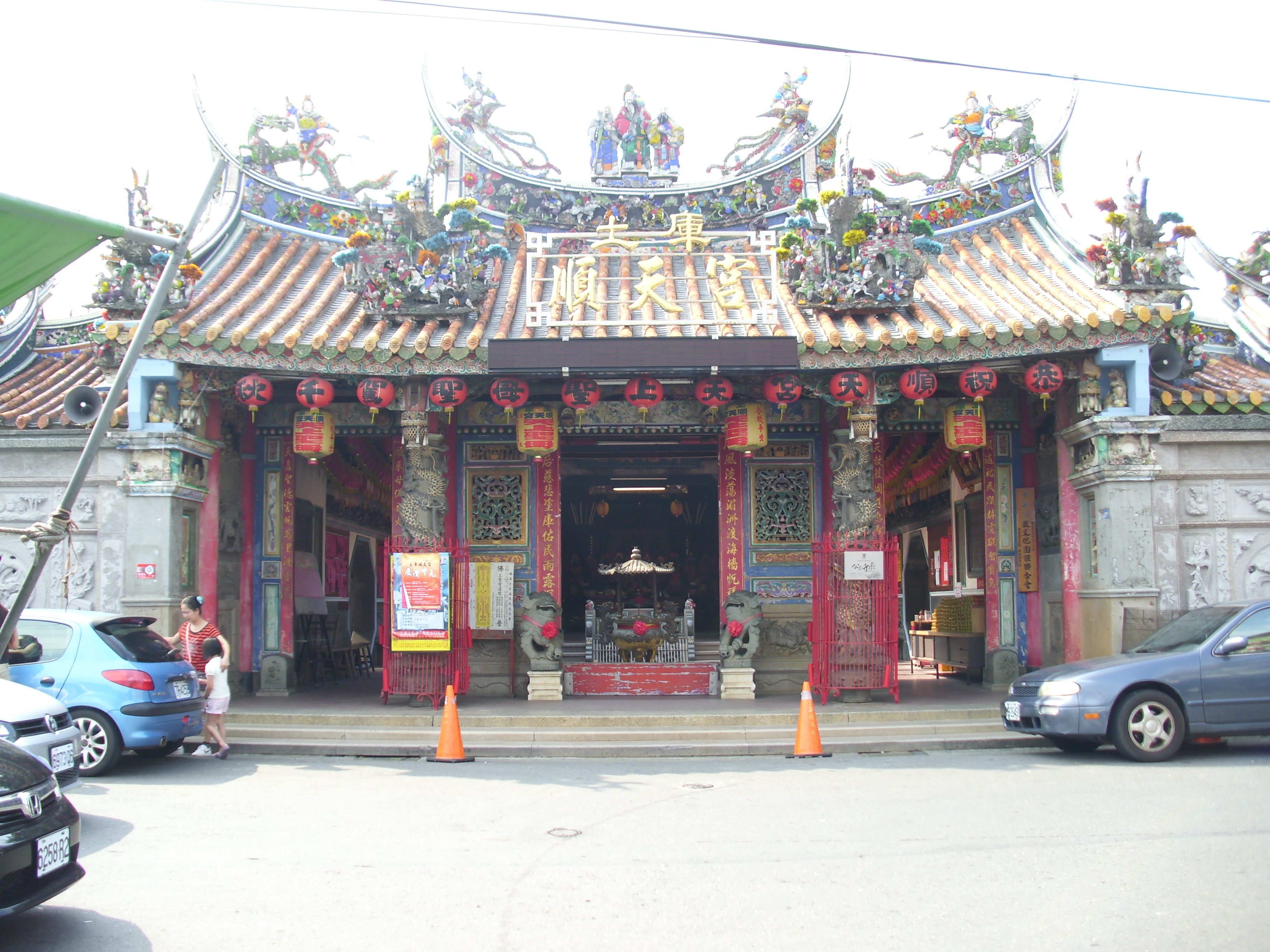
土庫順天宮

- 旧土庫街（中国語版）役場
- 土庫順天宮（中国語版）
- 土庫鳳山寺（中国語版）
- 馬光順安宮
- 静法寺
- 中華殉道聖人堂
- 六房天上聖母（中国語版）